# Angulus ridet

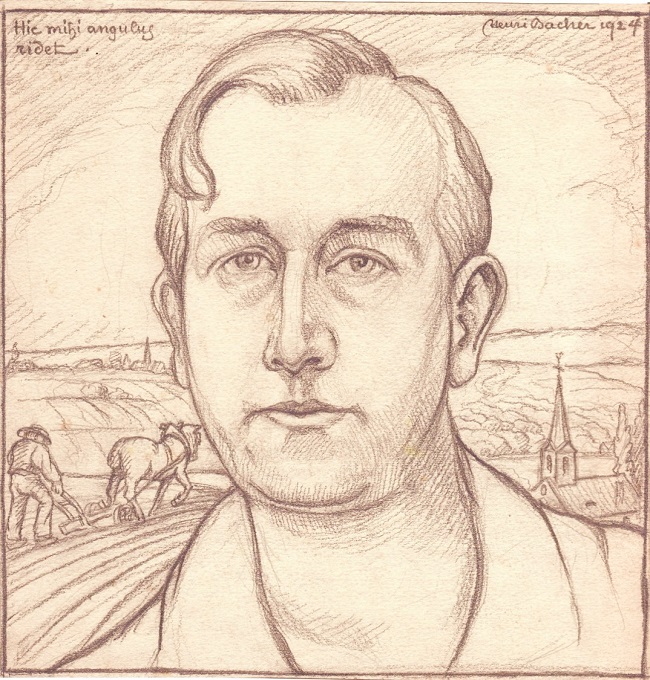
Henri Bacher (1890-1934), pittore di Lorena, autoritratto collangulus ridet (1924)

La locuzione latina angulus ridet, tradotta liberamente, significa quest'angolo di terra più d'ogni altro mi rende felice (Orazio, Odi, II, 6, 13).
La frase completa è:

ille terrarum mihi praeter omnes 

angulus ridet.
La locuzione descrive le cose piccole e graziose, i luoghi appartati nei quali, lontano dal caos, si ritrova la felicità.